# Genova Pontedecimo
Genova Pontedecimo (wł.: Stazione di Genova Pontedecimo) – stacja kolejowa w Genui, w regionie Liguria, we Włoszech. Znajdują się tu 2 perony.
Według klasyfikacji RFI posiada kategorię srebrną.